# Alberto Aguilar (matador)
Pour les articles homonymes, voir Aguilar et Alberto Aguilar.
Alberto Aguilar Carabaña,  plus connu sous le nom de Alberto Aguilar, né à Madrid (Espagne) le 23 avril 1986, est un matador espagnol.

## Présentation et carrière
Élève de l'école taurine de Madrid, il participe à sa première novillada piquée le 23 juin 2003, à Collado Villalba (communauté de Madrid), en compagnie de Javier Solís et de Luis Bolívar. Il coupe trois oreilles. 
Sa carrière de novillero l'a conduit en France, notamment à Saint-Martin-de-Crau le 23 avril 2005, à Fenouillet le 25 juin 2005, à Mont-de-Marsan le 21 juillet 2005. Il est aussi à l'affiche de Rieumes devant des novillos de l'élevage Hubert Yonnet le 23 septembre 2005 en compagnie de Mehdi Savalli, où sa prestation lui rapporte trois oreilles et une sortie a hombros. La même année,  en Espagne, il est présent à Las Ventas le 16 mai, à Villalba le 11 juin et le 26 juillet, à Calasparra le 3 septembre.
En 2006 il se présente encore à Las Ventas le 26 mars, à Bilbao le 2 avril et à Saragosse le 1er mai. C'est un novillero brillant qui remporte souvent des trophées. 
Son alternative se déroule dans une ville de la communauté de Madrid, à Miraflores de la Sierra, le 13 août 2006, avec pour parrain Iván Vicente et pour témoin « El Capea » devant des taureaux de l'élevage de Jaime Brujó. Il coupe trois oreilles ce jour-là.
Sa confirmation d'alternative a lieu le 3 octobre 2010 à Madrid devant du bétail de El Puerto San Lorenzo, avec pour parrain Diego Urdiales et pour témoin Miguel Tendero. Sa prestation est mitigée. Brillant novillero dont la carrière a été jalonnée de trophées jusqu'en 2006, matador prometteur après son alternative, son élan a été freiné par une sérieuse blessure au genou en 2009.
Sa confirmation d'alternative en France a eu lieu à Nîmes le 6 juin 2011 devant du bétail de Jean-Marie Raymond propriétaire de la ganadería Virgen María, élevage français installé en Andalousie. Sa prestation assez terne lui a valu salut et silence. 
Après avoir eu Stéphane Meca comme apoderado, Alberto Aguilar a confié la gestion de sa carrière à Simon Casas et Denis Loré